# Marc Claerbout
Marc Claerbout, né en 1949 à Ciboure, est un artiste peintre français, basque d'origine flamande qui a été reconnu dans les années 1970 pour son Coll'ARt : une sorte de collage de papiers découpés.  Le peintre est membre titulaire Honoris Causa de l'Académie Européenne de Bruxelles et chevalier de l'Ordre des Arts et des Lettres,,,.

## Carrière
Il a étudié à l'École des Beaux-Arts de Bayonne puis de Paris.[réf. nécessaire]